# Гаврилів Ігор Михайлович
Гаври́лів І́гор Миха́йлович — учасник Афганської війни 1979–1989 років, проживає в Львівській області.

## Нагороди
- орден «За мужність III» ступеня (13.2.2015)